# Graham Rahal
Graham Rahal, född 4 januari 1989 i Columbus, Ohio, är en amerikansk racerförare, son till racinglegenden Bobby Rahal. Graham har dock aldrig tävlat för Bobbys framgångsrika team Rahal Letterman Racing.

## Racingkarriär
Efter att ha kört med viss framgång i både formel BMW och Star Mazda Championship, inledde Rahal sin professionella karriär i Champ Car Atlantic, där han var en av toppförarna säsongen 2006. Han fick ge sig i kampen om mästerskapstiteln för Franck Perera, men slutade på andra plats som sjuttonåring, vilket var ett sensationellt resultat. Efter det fick han kontrakt med Newman/Haas/Lanigan Racing i Champ Car säsongen 2007. Under debutsäsongen var Rahal mycket snabb, men gjorde fortfarande en hel del misstag. Stallkamraten Sébastien Bourdais blev mästare, medan Rahal blev femma.
Inför säsongen därpå var det meningen att Rahal skulle utmana om Champ Car-titeln, men med Champ Car:s nedläggning, och unifiering med IRL bytte han till IndyCar Series och vann sensationellt sitt första race på Saint Petersburg. I övrigt så hade Rahal det svårt att anpassa sig till de ovaler, där han aldrig någonsin kört. En lyckad kvalinsats på Milwaukee Mile, visade dock att han hade talang även för det. Rahal slutade sin debutsäsong i IndyCar på en sjuttonde plats. Till säsongen 2009 var Rahal bättre förberedd till ovalerna, och då gjorde han sina bästa resultat på den typen av banor. Han slutade då på sjunde plats sammanlagt i mästerskapet, efter två tredjeplatser, samt två pole positioner.

## IndyCar

### Segrar
| Nr | Bana             | År   |
| -- | ---------------- | ---- |
| 1  | Saint Petersburg | 2008 |